# Centaurea iberica
Centaurea iberica là một loài thực vật có hoa trong họ Cúc. Loài này được Trevir. mô tả khoa học đầu tiên năm 1826.